# بورالونکتس
بورالونکتس(نام علمی: Borealonectes) نام یک سرده از تیره رومالئوسائورید است.